# Kybos clinata
Kybos clinata är en insektsart som först beskrevs av Ross 1963.  Kybos clinata ingår i släktet Kybos och familjen dvärgstritar. Inga underarter finns listade i Catalogue of Life.